# Катцлер, Андреас Георг Фридрих фон
Андреас Георг Фридрих фон Катцлер (нем. Andreas Georg Friedrich von Katzler; 1764—1834) — прусский военный, генерал-лейтенант. Первый комендант Данцига.

## Биография
Юнкер с 1778 года.
Старший лейтенант с 1793 года.
Ротмистр с 1798 года.
С 1813 года — был в звании генерал-майора.
Участник Битвы народов.

## Награды
- Награждён орденом Св. Георгия 3-й степени (№ 394, 24 сентября 1818 года) — «В ознаменование отличных подвигов, оказанных в минувшую кампанию против французских войск» и 4-й степени (№ 2744; 13 ноября 1813).
- Также был награждён другими орденами.